# A csehek Magyarországban
A csehek Magyarországban Jósika Miklós történelmi regénye, az Abafi mellett a legsikeresebbnek tartott műve. Először Pesten adták ki 1839-ben, négy kötetben.

## Cselekménye
Hunyadi Mátyást a magyarok királyává választják. Küldöttség hozza haza Prágából, vele együtt érkezik Budára gyermekkori játszótársa, Izabella. A küldöttség tagja Zokoli Mihály lovag is, aki útja közben megismeri és megszereti Giskra leányát, Serenát.
Giskra cseh vezér felvidéki rablói, Komoróczi Péter és társai Magyarországon garázdálkodnak. A fiatal Mátyás király rendet akar teremteni és Rozgonyi Sebestyént küldi ellenük; ebben a seregben szolgál Zokoli Mihály, a rablók kérlelhetetlen üldözője. Ő dúlta föl Komoróczi rablólovag fészkét, aki bosszúból koholt levelekkel árulás gyanújába keveri. Zokoli Mátyás hű támasza ugyan, de gyanú vetült rá, ezért távozik a királyi udvarból. Elhatározza, hogy addig nem emeli fel sisakrostélyát, amíg ártatlanságában akár egyetlen lovag is kételkedik.
Ettől kezdve Elemér, a sas néven folytatja harcát a felvidéki haramiák ellen. Giskrát Mátyás király hűségére téríti, végül egy lovagi tornán az ártatlanságát egyedül kétségbevonó, már földönfutóvá lett Komoróczit is legyőzi. Zokoli, a nevét és becsületét visszaszerzett lovag elnyeri Giskra leányának, Serenának kezét, és a rablóvilágnak vége. Maga Mátyás király feleségének halála után titokban szintén házasságra lép kedvesével, a szép Izabellával.

## Jellemzése
A mese három szálon bonyolódik és nem kristályosodik ki egyetlen főhős körül, ahogy például az Abafiban. A regény középpontjában Mátyás király alakja áll, őt látjuk uralkodásának első hét évében, szerelmesei karjában és a Giskrával viselt háború körülményei között. A másik két cselekményszál főhősének személye költött. Az olvasó érdeklődése elsősorban Zokoli Mihályra irányul, az ő vitézi tettei, harca becsülete helyreállításáért, és Serena iránt érzett szerelme a mese legfontosabb szála. A harmadik szál a rablólovag Komoróczi története, aki sziklavárából garázdálkodik és Zokoli életére tör. A két személy sorsa összekapcsolódik, de a történelmi eseményekhez és Mátyás uralkodói tetteihez csak gyönge szálakkal kapcsolódik.
Sok valószínűtlen részlete, laza kompozíciója és a középkori lovagvilág sablonos rajza ellenére ez Jósika Miklós egyik legsikerültebb munkája. Itt is sok a romantikus elem (rablók fészke, álöltözet, nőszöktetés, titkos várfenék stb.); a jellemrajz hiányosabb, de a korrajz jóval szélesebb, mint az Abafiban. Színesen megrajzolt epizódok sora élénkíti a fordulatos cselekményt.
A regény is Walter Scott, különösen a nagy angol regényíró Ivanhoe című történelmi regényének hatását mutatja, de benne Jósika a magyar történelem fénykorát elevenítette fel, a saját korához szóló aktuális célzattal. A történeti anyagot részben Bonfini és Galeotto Marzio, részben újabb történetírók műveiből vette és a történelmi eseményeket beépítette könyvébe, több helyen jegyzetekkel is alátámasztotta.

## Fogadtatása
Az első, 1839. évi megjelenésekor a regényt a közönség és a kritika egyaránt lelkesedéssel fogadta. A Magyar Tudományos Akadémia dicséretben részesítette. 1845-ben Pesten másodszor is kiadták és Klein Hermann fordításában még 1840-ben németül is megjelent, szintén Pesten.